# SC-03J
ドコモ スマートフォン Galaxy S8+ SC-03J（ドコモ スマートフォン ギャラクシー エスエイトプラス エスシーゼロサンジェイ）は、韓国のサムスン電子によって日本国内向けに開発された、NTTドコモの第4世代移動通信システム（PREMIUM 4G）・第3.9世代移動通信システム（Xi）・第3世代移動通信システム（FOMA）対応端末である。ドコモ スマートフォン（第2期）のひとつ。

## 概要
SC-02Jの兄弟機種で、NTTドコモのスマートフォンとしては最大級のバッテリー容量を搭載している。
SC-02Jと同じく先代機種と比べ画面が縦に伸びたのが特徴で、本機種よりナビゲーションバーがオンスクリーンに変更された。
これに伴い、指紋センサーはメインカメラの横に移動している。
また、PREMIUM 4Gにおいて下り最大788Mbpsに対応している。
キャッチコピーは「このスマホ、『枠』にハマらない。」。

## 主な機能
| 主な対応サービス                                                           | 主な対応サービス                                      | 主な対応サービス                     | 主な対応サービス                                                  |
| -------------------------------------------------------------------------- | ----------------------------------------------------- | ------------------------------------ | ----------------------------------------------------------------- |
| タッチパネル/加速度センサー                                                | PREMIUM 4G/Xi/FOMAハイスピード/VoLTE(HD+対応)         | Bluetooth                            | dカード/おサイフケータイ/NFC/かざしてリンク/赤外線/トルカ         |
| ワンセグ/フルセグ                                                          | メロディコール                                        | テザリング                           | WiFi IEEE802.11a/b/g/n/ac                                         |
| GPS                                                                        | ドコモメール/電話帳バックアップ                       | デコメール/デコメ絵文字/デコメアニメ | iチャネル                                                         |
| エリアメール/ソフトウェアアップデート自動更新/生体認証 (指紋／虹彩)/スグ電 | デジタルオーディオプレーヤー(WMA・MP3他)/ハイレゾ音源 | GSM/3Gローミング(WORLD WING)         | フルブラウザ/Flash Player                                         |
| Google Play/dメニュー/dマーケット                                          | Gmail/YouTube                                         | バーコードリーダ/名刺リーダ          | ドコモ地図ナビ/ドコモ ドライブネット/Google Maps/ストリートビュー |

## 歴史
- 2017年3月29日 (現地時間) - アメリカ・ニューヨークで行われた「Galaxy UNPACKED 2017」にてサムスン電子よりグローバルモデル発表。この時点は日本国内での販売は未定だった[6]。
- 2017年5月24日 - NTTドコモより公式発表。
- 2017年6月8日 - 発売開始。
- 2018年1月 - 生産販売終了。
- 2018年4月19日 - OSがAndroid 8.0にバージョンアップ[7]。

## アップデート
2017年6月12日
- より快適に利用できるように品質を改善。

2017年6月29日
- VoLTEを利用した通話中、高音質表示が正しく表示されない場合がある不具合を修正。

2017年9月4日
- セキュリティの更新（セキュリティパッチレベルが2017年8月に）。
- 受信時最大788Mbpsの高速通信に対応。
- 設定等の画面が変更。

2017年11月8日
- より快適に利用できるように品質を改善。
- セキュリティの更新（セキュリティパッチレベルが2017年10月に）。

2017年12月25日
- 不在着信を受けた際、連絡先に登録された電話番号がロック画面に表示されない場合がある不具合を修正。
- セキュリティの更新（セキュリティパッチレベルが2017年12月に）。

2018年4月19日
- OSバージョンアップ（ピクチャー イン ピクチャー機能、スマートなテキスト選択、ログイン情報の入力が容易に、Always On Displayの選択デザイン追加、マイファイルの機能拡張）
- セキュリティの更新（セキュリティパッチレベルが2018年4月に）。

2018年7月12日
- Bluetoothイヤホン使用時、まれに雑音が入る場合がある不具合を修正。
- セキュリティの更新（セキュリティパッチレベルが2018年6月に）。

2018年8月28日
- まれに壁紙が正常に反映されない場合がある不具合を修正。
- セキュリティの更新（セキュリティパッチレベルが2018年8月に）。